# 弯角羚属
弯角羚属（学名：Hippotragus）也称马羚属，是偶蹄目偶蹄目马羚亚科的一属，分布于非洲，包括以下3种：
- 马羚（Hippotragus equinus）
- 蓝背弯角羚（Hippotragus leucophaeus） †
- 貂羚（Hippotragus niger）